# Bohdan Ulihrach
Bohdan Ulihrach (* 23. Februar 1975 in Kolín, Tschechoslowakei) ist ein ehemaliger tschechischer Tennisspieler.

## Karriere
Ulihrach begann im Alter von 14 Jahren mit dem Tennisspielen, mit 18 wurde er Profi. Seinen ersten bedeutenden Titel gewann er im Juli 1995 in Prag, als er Javier Sánchez im Finale besiegte. Sein zweiter folgte drei Monate später in Montevideo; dort besiegte er im Endspiel Alberto Berasategui.
1996 war Ulihrach Teil des tschechischen Teams, das den zweiten Platz im World Team Cup belegte. 1997 besiegte er beim Indian Wells Masters den späteren Weltranglistenersten Pete Sampras, wurde jedoch im Finale von Michael Chang bezwungen. Sein Karrierehoch von Platz 22 der ATP-Weltrangliste erreichte er im Mai 1997. Im Jahr darauf gewann Ulihrach das Turnier von Umag durch einen Finalsieg über Magnus Norman.
Sowohl bei den Australian Open als auch bei den French Open erreichte er 1999 das Achtelfinale. Im Mai 2003 wurde Ulihrach wegen Dopings für zwei Jahre gesperrt. Die Sperre wurde jedoch kurze Zeit später wieder aufgehoben, da er die verbotene Substanz Nandrolon mit einem Elektrolyt-Getränk zu sich genommen hatte, das ihm von einem Physiotherapeuten der ATP gegeben worden war.
In der Saison 2012 spielte Ulihrach in der deutschen Tennis-Bundesliga (Herren 30) für den Turnerbund Erlangen. Seit 2015 spielt er mit seinem ehemaligen Davis-Cup-Partner Jiří Novák beim TC BW Bohlsbach in der Herren 40 Tennis-Regionalliga Südwest.

## Erfolge
| Legende                       |
| Grand Slam                    |
| Tennis Masters Cup            |
| ATP Masters Series            |
| ATP International Series Gold |
| ATP International Series (3)  |
| ATP Challenger Series (6)     |

| ATP-Titel nach Belag |
| Hartplatz (0)        |
| Sand (3)             |
| Rasen (0)            |
| Teppich (0)          |

### Einzel

#### Turniersiege

##### ATP Tour
| Nr. | Datum            | Turnier    | Belag | Finalgegner         | Ergebnis |
| --- | ---------------- | ---------- | ----- | ------------------- | -------- |
| 1.  | 6. August 1995   | Prag       | Sand  | Javier Sánchez      | 6:2, 6:2 |
| 2.  | 5. November 1995 | Montevideo | Sand  | Alberto Berasategui | 6:2, 6:3 |
| 3.  | 2. August 1998   | Umag       | Sand  | Magnus Norman       | 6:3, 7:6 |

##### Challenger Tour
| Nr. | Datum          | Turnier       | Belag | Finalgegner       | Ergebnis       |
| --- | -------------- | ------------- | ----- | ----------------- | -------------- |
| 1.  | 24. Juli 1994  | Oberstaufen   | Sand  | Hicham Arazi      | 6:2, 6:0       |
| 2.  | 30. April 1995 | Birmingham    | Sand  | Jiří Novák        | 6:4, 7:6       |
| 3.  | 8. Juni 1997   | Prostějov (1) | Sand  | Fernando Meligeni | 6:2, 4:6, 6:1  |
| 4.  | 18. Juni 2000  | Stettin       | Sand  | Alberto Martín    | 6:0, 6:2       |
| 5.  | 10. Juni 2001  | Prostějov (2) | Sand  | Jiří Novák        | 6:4, 6:75, 6:3 |
| 6.  | 6. Mai 2007    | Ostrava       | Sand  | Lukáš Dlouhý      | 6:4, 6:4       |

#### Finalteilnahmen
| Nr. | Datum          | Turnier      | Belag     | Finalgegner        | Ergebnis           |
| --- | -------------- | ------------ | --------- | ------------------ | ------------------ |
| 1.  | 25. Juni 1995  | St. Pölten   | Sand      | Thomas Muster      | 3:6, 6:3, 1:6      |
| 2.  | 5. Mai 1996    | Prag (1)     | Sand      | Jewgeni Kafelnikow | 5:7, 6:1, 3:6      |
| 3.  | 16. März 1997  | Indian Wells | Hartplatz | Michael Chang      | 6:4, 3:6, 4:6, 3:6 |
| 4.  | 4. Mai 1997    | Prag (2)     | Sand      | Cédric Pioline     | 2:6, 7:5, 6:7      |
| 5.  | 7. Januar 2001 | Doha         | Hartplatz | Marcelo Ríos       | 3:6, 6:2, 3:6      |
| 6.  | 15. Juli 2001  | Båstad       | Sand      | Andrea Gaudenzi    | 5:7, 3:6           |